# Station Memmingen
Station Memmingen is een spoorwegstation in de Duitse plaats Memmingen. Het station werd in 1862 geopend. 
Direct aan de oostrand van het stadscentrum vindt men dit station, dat aan drie spoorlijnen ligt:
- De belangrijkste daarvan is de Spoorlijn Ulm - Oberstdorf, waarover ook intercity's naar Düsseldorf Hauptbahnhof en Oberstdorf v.v. rijden.
- Oostwaarts loopt een 46 km lange spoorlijn via Mindelheim naar Buchloe. Daar kan men overstappen op een stoptrein naar het 61 km verderop gelegen Station München-Pasing, aan de westkant van München. Ook de intercity's naar München Hauptbahnhof v.v. rijden via Buchloe.
- Zuidwestwaarts loopt een 31½ km lange spoorlijn naar Leutkirch im Allgäu. De trein op deze lijn stopt onderweg o.a. in Aichstetten.

Het busstation van Memmingen is het begin- en eindpunt van verscheidene stads- en streekbuslijnen, o.a. naar stadsdeel Eisenburg, Biberach en Ottobeuren).